# European News Exchange
European News Exchange (ENEX) (en español el Intercambio Europeo de Noticias) es una organización sin ánimo de lucro de las principales cadenas de televisión comerciales del mundo.
Los miembros de ENEX comparten su contenido de noticias y recursos de producción de noticias para obtener ventajas competitivas en la recopilación de noticias.
ENEX comenzó como una plataforma de servicio técnico y en los últimos años se ha transformado en un proveedor de noticias que reúne historias de vídeos de noticias diarias de sus miembros en un grupo de noticias. Todo el contenido de ENEX está disponible, exclusivamente para sus miembros, de forma gratuita. Para garantizar la exclusividad, generalmente solo se permite unir un canal por territorio.

## Historia
Fue fundada el 14 de diciembre de 1993, por los gerentes de RTL Television de Luxemburgo, RTL Bélgica de Bélgica, RTL Nederland de Países Bajos, M6 de Francia y la Compañía Luxemburguesa de Televisión o CLT (que más tarde se convertiría en RTL Group) que se reunieron en Luxemburgo. El objetivo inicial era combinar los recursos de los diferentes canales de televisión y reducir los costos compartiendo material de noticias, instalaciones técnicas y espacios satélitales. ENEX comenzó a funcionar en 1994.
En 1996, ENEX se fusionó con News Consortium formado por CBS (Estados Unidos), Sky News (Reino Unido), VTM (Bélgica) y TBS (Japón). Los miembros del News Consortium se unieron a ENEX y luego operaron en un canal digital satelital y uno analógico. Diez años después de su creación, los 30 miembros de ENEX estaban haciendo decenas de miles de reservas en los 10 canales satelitales e intercambiando más de 5,000 noticias por año.
En 2003, ENEX digitalizó el intercambio de imágenes; Todas las noticias ahora se registraron en un solo servidor. Al año siguiente, el número de elementos casi se duplicó cuando se agregaron imágenes de CBS Newspath. 
En 2005, ENEX introdujo el News Link, un sistema para la transmisión e intercambio de contenido a través de Internet para compartir los archivos.
En 2012, ENEX ha ampliado su base de miembros en un 45%.
En 2014, ENEX se ha expandió rápidamente a los nuevos territorios.
En 2015, ENEX comenzó a expandirse al Medio Oriente, en donde la asociación tiene 4 miembros.
En 2017, los miembros de ENEX entregaron más de 40,000 artículos de contenido de video.

## Miembros
Desde el 2024 ENEX tiene 59 cadenas de televisión miembros operando a nivel mundial. ENEX mantiene 14 canales satelitales digitales en Eutelsat 16A.
El alcance geográfico y la experiencia en noticias de sus miembros contribuyen al valor del intercambio de contenido ENEX. La fortaleza de ENEX es la fortaleza colectiva de algunos de los canales comerciales y de noticias más importantes del mundo.

### Miembros actuales
| Canal de televisión | País de origen       |
| ------------------- | -------------------- |
| RTL Television      | Alemania             |
| Artear              | Argentina            |
| Telearuba           | Aruba                |
| Sky News Australia  | Australia            |
| Servus TV           | Austria              |
| RTL-TVI             | Bélgica              |
| VTM                 | Bélgica              |
| Grupo Bandeirantes  | Brasil               |
| bTV                 | Bulgaria             |
| SMG                 | China                |
| ANT1 Chipre         | Chipre               |
| Caracol Televisión  | Colombia             |
| RTL Televizija      | Croacia              |
| TeleCuraçao         | Curazao              |
| TV 2                | Dinamarca            |
| Ecuavisa            | Ecuador              |
| Al Arabiya          | EAU                  |
| Markiza             | Eslovaquia           |
| POP TV              | Eslovenia            |
| Telecinco           | España               |
| CBS                 | Estados Unidos       |
| Delfi               | Estonia              |
| MTV3                | Finlandia            |
| BFM TV              | Francia              |
| M6                  | Francia              |
| ANT1                | Grecia               |
| TV Azteca Guate     | Guatemala            |
| RTL Klub            | Hungría              |
| Rudaw               | Irak                 |
| The Journal         | Irlanda              |
| Canal 2             | Islandia             |
| Canal 12            | Israel               |
| TBS                 | Japón                |
| LNK                 | Lituania             |
| RTL Lëtzebuerg      | Luxemburgo           |
| Telma TV            | Macedonia del Norte  |
| Map TV News         | Marruecos            |
| TV Azteca           | México               |
| TV Vijesti          | Montenegro           |
| TVC News            | Nigeria              |
| TV 2                | Noruega              |
| RTL 4               | Países Bajos         |
| Eco TV              | Panamá               |
| Telefuturo          | Paraguay             |
| N1                  | Península balcánica  |
| TVN                 | Polonia              |
| SIC                 | Portugal             |
| TeleOnce            | Puerto Rico          |
| Sky News            | Reino Unido          |
| TV Nova             | República Checa      |
| Grupo SIN           | República Dominicana |
| Pro TV              | Rumania              |
| TV4                 | Suecia               |
| TVBS                | Taiwán               |
| NTV                 | Turquía              |
| 1+1                 | Ucrania              |

### Antiguos miembros
| Canal de televisión | País de origen |
| ------------------- | -------------- |
| Telefe              | Argentina      |
| ATV                 | Aruba          |
| ANS TV              | Azerbaiyán     |
| Real TV             | Azerbaiyán     |
| Unitel              | Bolivia        |
| Canal 13            | Chile          |
| Mega                | Chile          |
| Teletica            | Costa Rica     |
| Canal 6             | El Salvador    |
| Azteca Honduras     | Honduras       |
| Canal 11            | Honduras       |
| Canal 2             | Israel         |
| Sky News 24         | Italia         |
| TVN                 | Panamá         |
| Latina Televisión   | Perú           |
| WAPA-TV             | Puerto Rico    |
| Canal 4             | Uruguay        |
| Venevisión          | Venezuela      |

### Miembros suspendidos
| Canal de televisión | País de origen | Nota                                                 |
| ------------------- | -------------- | ---------------------------------------------------- |
| NTV                 | Rusia          | Es suspendido, debido a la invasión rusa de Ucrania. |

## Acuerdos de cooperación
Anteriormente mantenía un acuerdo de cooperación con la Alianza Informativa Latinoamericana (AIL), que es una organización de noticias en el que reúnen a las cadenas de televisión del continente americano y España.

## Modelo de negocio
Todos los miembros de ENEX pagan una tarifa de membresía anual: el monto depende del tipo de canal, el tipo de mercado, su contribución al grupo de contenido de ENEX y el uso del tiempo satelital. Cada miembro envía un material de sus propios programas de noticias al grupo de contenido ENEX sin recibir ninguna compensación financiera. A cambio, pueden usar todo el material de este grupo para sus programas, de forma gratuita. De esta manera, es posible mantener baja la tarifa de membresía, lo que resulta en ahorros de costos significativos para los canales en comparación con un modelo clásico de agencia.

## Operaciones en vivo
ENEX organiza una cobertura en vivo de los principales eventos de noticias planificadas y de última hora en nombre de los socios. Estos servicios están diseñados para proporcionar una forma más rentable para que los miembros cubran historias importantes cuando no es posible o necesario que implementen sus propias operaciones de recopilación de noticias en vivo.

### Crisis financiera en Grecia
La crisis financiera griega del verano de 2015 vio a ENEX a desplegar los camiones satelitales en Atenas y no solamente en Atenas sino también en cada una de las largas reuniones gubernamentales en Bruselas, Estrasburgo y Ciudad de Luxemburgo, como Eurogrupo, Ecofin y el completo.

### Accidente de avión de German Wings
El Accidente de avión de German Wings vio a ENEX tener cámaras en vivo en el consejo de Seyne Les Alpes en Francia y en el aeropuerto Internacional de Düsseldorf y Haltern Am See en Alemania.

### Atentado de Charlie Hebdo
En el transcurso de la Atentado de Charlie Hebdo, ENEX utilizó los 3 SNG para proporcionar posiciones en las cinco ubicaciones, incluidas las oficinas de la revista el primer día y el supermercado de París para la liberación final de rehenes.

### Eventos especiales
Los eventos planificados previamente incluyen la boda real británica del Príncipe Guillermo y Catalina  de Cambridge, el nacimiento de sus dos hijos y la elección del papa Francisco en 2013.

## Directores
- Adrian Wells (2018-presente)

## Sede
La sede principal de ENEX se encuentra ubicada en la Ciudad de Luxemburgo,